# Mexikanische Badmintonmeisterschaft 1956
Die Mexikanische Badmintonmeisterschaft 1956 fand in Mexiko-Stadt statt. Es war die zehnte Auflage der nationalen Titelkämpfe von Mexiko im Badminton.

## Titelträger
| Disziplin    | Sieger                                |
| ------------ | ------------------------------------- |
| Herreneinzel | Sergio Fraustro                       |
| Dameneinzel  | Maria Eugenia Azuara                  |
| Herrendoppel | keine Daten                           |
| Damendoppel  | Carmela Martinez Maria Eugenia Azuara |
| Mixed        | Fernando Molinar Maria Eugenia Azuara |